# Nürnberg Institut für Marktentscheidungen
Das Nürnberg Institut für Marktentscheidungen (zuvor GfK-Verein) ist eine Non-Profit-Organisation zur Erforschung von Konsum- und Marktentscheidungen.

## Profil
Das NIM ist nach eigenen Angaben ein Nonprofit-Institut an der Schnittstelle von Wissenschaft und Praxis. Es untersucht, wie sich Konsumentscheidungen durch neue Technologien, gesellschaftliche Trends oder die Anwendung von Behavioral Science verändern und welche mikro- und makroökonomischen Auswirkungen das für den Markt und die Gesellschaft hat. Ein besseres Verständnis von Konsumentscheidungen und ihren Auswirkungen hilft Gesellschaft, Unternehmen, Politik und Konsumenten, bessere Entscheidungen im Sinne der sozial-ökologischen Marktwirtschaft und des „Wohlstands für Alle“ zu treffen.
Seine Mitglieder sind ca. 400 Unternehmen und Einzelpersonen.
Das Nürnberg Institut für Marktentscheidungen gibt zweimal jährlich die NIM Marketing Intelligence Review heraus – ein Marketing-Journal, das sich an Entscheider aus der Marketingpraxis richtet.
Das Nürnberg Institut für Marktentscheidungen ist Gründer der GfK (Gesellschaft für Konsumforschung) und hielt seit deren Ausgründung 1984 die Mehrheit der Anteile, bis Advent International die Mehrheit übernahm und das Unternehmen abzüglich des Geschäftsbereichs Consumer Panel  (Verbraucherbefragung und -analyse) mit dem ebenfalls von diesem Investor gehaltenen Konkurrenten NielsenIQ vereinigte. Im Gegenzug erhielt NIM einen Anteil von 14,3 % am fusionierten Unternehmen, der nach dem am 23. Juli 2025 erfolgten Börsengang von NielsenIQ an der New York Stock Exchange auf 11,9 % absank.

## Geschichte
Das Institut wurde 1934 als GfK-Nürnberg Gesellschaft für Konsumforschung e. V. gegründet, um „die Stimme des Verbrauchers zum Klingen zu bringen“, wie es in der Präambel heißt. Gründer waren Nürnberger Hochschullehrer, darunter der spätere deutsche Wirtschaftsminister und Bundeskanzler Ludwig Erhard. Das Konzept wurde vom Mitbegründer Wilhelm Vershofen gestaltet. 2019 erfolgte die Umbenennung zum heutigen Namen.